# گوترون بورویتس
گوترون بورویتس (آلمانی: Gudrun Burwitz؛ ‏ ۸ اوت ۱۹۲۹ – ۲۴ مهٔ ۲۰۱۸) دختر هاینریش هیملر و مارگاریته هیملر بود. پدرش در مقام رایشس‌فورر-اس‌اس، یکی از اعضای برجستهٔ حزب ناسیونال سوسیالیست کارگران آلمان و معمار اصلی راه حل نهایی بود. پس از پیروزی متفقین، گوترون بورویتس دستگیر شد و مجبور شد در دادگاه نورنبرگ شهادت دهد. او که هرگز ایدئولوژی نازی‌ها را رها نکرد، پیوسته برای دفاع از آبروی پدرش جنگید و از ارتباط تنگاتنگی با گروه‌های نئونازی داشت که از اعضای سابق اس‌اس حمایت می‌کردند. او با وُلف دیتر بورویتس، یکی از مقامات تندروی حزب دموکرات ملی آلمان ازدواج کرد.

## زندگی و ارتباط با پدر

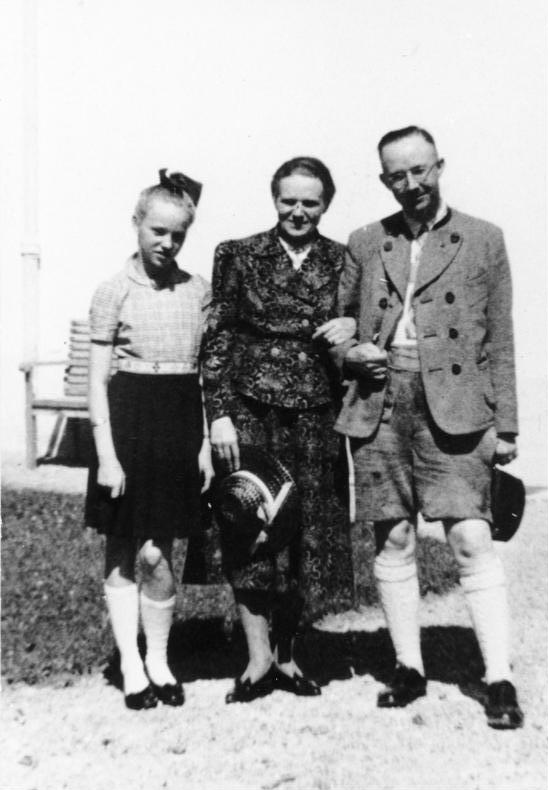
گوترون در کنار پدر و مادرش.

گوترون بورویتس در سال ۱۹۲۹ در شهر مونیخ به دنیا آمد و دختر رایشس‌فورر-اس‌اس هاینریش هیملر، رئیس پلیس و نیروهای امنیتی و وزیر کشور رایش در آلمان نازی بود. او تنها فرزند تَنی و مشروع هیملر و همسرش مارگاریته زیگروت (نام‌خانوادگی دوشیزگی: بودن) بود، اگرچه والدینش بعداً پسری به نام «گرهارت فون دِر آئه» را به فرزندی پذیرفتند. (هیملر همچنین با منشی خود، هیتویش پوتهاست دو فرزند نامشروع و خارج از ازدواج داشت.)
هاینریش هیملر دخترش را می‌پرستید و به‌طور مرتب او را از مونیخ که با مادرش زندگی می‌کرد با هواپیما به دفاترش در برلین می‌آورد. وقتی گوترون در خانه‌شان در مونیخ بود، پدر بیشتر روزها با او تماس می‌گرفت و هر هفته برایش نامه می‌نوشت. هاینریش همیشه او را با نام مستعار دوران کودکی‌اش «پوپی» صدا می‌کرد. او پدرش را در برخی وظایف رسمی، از جمله بازدید از اردوگاه کار اجباری داخائو که در آن بیش از ۳۰٬۰۰۰ زندانی جان باختند، همراهی کرد. «عمو هیتلر» هم هر سال نو، یک عروسک و شکلات به او هدیه می‌داد.
او همواره این موضوع را که هاینریش هیملر با شکستن کپسول سیانور پنهان کرده‌اش، خودکشی و در ۲۳ مه ۱۹۴۵ در اسارت بریتانیا درگذشت مورد تردید قرار داد و در عوض ادعا کرد که او به قتل رسیده است. او و مادرش پس از جنگ جهانی دوم توسط آمریکایی‌ها در شمال ایتالیا دستگیر شدند و در اردوگاه‌های مختلفی در ایتالیا، فرانسه و آلمان نگهداری شدند. در مدتی که آنها در رم بودند، او دست به اعتصاب غذا زد تا آنکه ناتوان و ضعیف شد. آنها برای شهادت در دادگاه نورنبرگ به آن مکان آورده شدند و سرانجام در نوامبر ۱۹۴۶ آزاد شدند. گوترون بعدها با تلخی از این زمان به عنوان سخت‌ترین دوران زندگی خود یاد کرد و گفت که با او و مادرش طوری رفتار می‌شود که گویی باید کفاره گناهان پدرش را بپردازند.
گوترون هرگز از حمایت از ایدئولوژی نازی‌ها دست نکشید و بارها به دنبال توجیه اقدامات پدرش بود. او تبلیغات گسترده متفقین را عاملی برای لجن مال کردن «نام نیک هیملر» می‌دانست. افرادی که او را می‌شناختند می‌گویند که گوترون یک «تصویر طلایی» از پدرش در ذهن خلق کرده بود، تصویری از پدری که آرزویِ داشتنش را داشت.

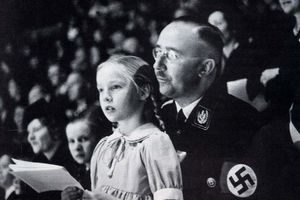
گوترون در کنار پدر در سال ۱۹۵۳.

## زندگی
گوترون هیملر با یک نویسنده و مبلغ راست افراطی به نام وُلف دیتر بورویتس ازدواج کرد که بعداً یکی از مقامات حزب دموکرات ملی آلمان در بخش باواریا شد که یک حزب راست افراطی است و از او صاحب دو فرزند شد. او عضوی از سازمان «اشتیله هیلفه» ("کمک‌های خاموش") وابسته بود، سازمانی که برای کمک به اعضای سابق اس‌اس تشکیل شده بود، که به کلاوس باربی («قصاب لیون») رئیس گشتاپو در شهر لیون و مارتین زومر، مشهور به «جلاد بوخن‌والت» شناخته می‌شود، کمک می‌کرد، و طبق گزارش‌ها، او به حمایت از خانه سالمندان پروتستان در پولاخ نزدیکی مونیخ ادامه داد.
گوترون از سال ۱۹۶۱ تا ۱۹۶۳، با نامی جعلی به عنوان منشی برای بوندس‌ناخت‌ریشتن‌دینست آلمان غربی یا همان آژانس اطلاعات فدرال (BND)، در مقر آن در پولاخ در نزدیکی مونیخ کار کرد. در آن زمان آژانس توسط راینهارت گیلن یک ژنرال استخدام شده در آمریکا اداره می‌شد که افسرهای اطلاعاتی و نازی‌های سابق را بر اساس ارتباطات و تجربیاتشان با اروپای شرقی و فعالیت‌های ضد کمونیستی، برای کار برای این آژانس اطلاعاتی استخدام کرد.
گوترون بورویتس تا چندین دهه، یک چهره عمومی برجسته در سازمان «اشتیله هیلفه» (کمک خاموش برای زندانیان جنگ و افراد بازداشت شده) بود که از زمان تأسیس آن در سال ۱۹۵۱ به اعضای سابق اس‌اس کمک‌های مالی و حمایت‌های قانونی فراهم می‌کرد. در گردهمایی مختلف، به عنوان مثال در گردهمایی اولریشبرگ او مبدل به ستاره مجلس و همچنین مرجعی بانفوذ شد. الیور شروم، نویسنده کتابی در مورد این سازمان، او را به صورت یک «شاهدخت فروزان نازی» (schillernde Nazi-Prinzessin) توصیف کرد. الهی‌دان آلمانی کاترینا فون کلنباخ، از او به عنوان «سخنگوی برجسته جنبش نئونازی و رابط مهم میان شبکه‌های مجرمان قدیمی و هواداران جوان» یاد کرد.
پیتر فینکلگرون، روزنامه‌نگار جستجوگر آلمانی-یهودی، متوجه شد که گوترون بورویتس از اس‌اس-شارفورر آنتون مالوت، یک زندانبان سابق نازی و یک جنایتکار جنگی متواری حمایت مالی کرده است. در سال ۲۰۰۱، مالوت به جرم ضرب و شتم مرگبار دستکم ۱۰۰ زندانی در اردوگاه کار اجباری و گتوی ترزینشتات، از جمله پدربزرگ فینکلگرون در سال ۱۹۴۳، محکوم شد.
گوترون بورویتس در ۲۴ مه ۲۰۱۸ در سن ۸۸ سالگی در خانه شخصی‌اش در مونیخ درگذشت.